# Spilosoma paucipuncta
Spilosoma paucipuncta là một loài bướm đêm thuộc phân họ Arctiinae, họ Erebidae.